# Polydora curiosa
Polydora curiosa är en ringmaskart som beskrevs av Radashevsky 1994. Polydora curiosa ingår i släktet Polydora och familjen Spionidae. Inga underarter finns listade i Catalogue of Life.